# Parahancornia amara
Parahancornia amara är en oleanderväxtart som först beskrevs av Markgraf, och fick sitt nu gällande namn av Monachino. Parahancornia amara ingår i släktet Parahancornia och familjen oleanderväxter. Inga underarter finns listade i Catalogue of Life.